# قرموشة طويلة القرون
القرموشة طويلة القرون أو قراد العشب (Haemaphysalis longicornis) هي إحدى أنواع القراد، وتنتمى إلى جنس القرموشة.
وجدت في هذا النوع من القراد ملتويات داء لايم ومجموعة ريكتسيا المسببة للحمى المبقعة بالإضافة لأنواع مثل الإرليخية التشافينسية (Ehrlichia chaffeensis) والأنابلازما البقرية (Anaplasma bovis).
كما لوحظ أن متلازمة الحمى البقعية مع قلة الصفيحات تنتقل بواسطة القرموشة طويلة القرون.